# HELP!!
《HELP!!》（日語：ヘルプ）是電視動畫《MM一族》的登場角色石動美緒的單曲。於2010年10月27日由GloryHeaven發行。

## 概要
- 電視動畫『MM一族』的主題曲。
- 歌曲由劇中的石動美緒和結野嵐子的聲優竹達彩奈和早見沙織所唱。
- CD封面有石動美緒和結野嵐子的畫像。

## 收錄曲
1. HELP!! -Hell side- [3:40]
歌：石動美緒（竹達彩奈）
作詞：こだまさおり、作曲・編曲：corin
2. HELP!! -Heaven side- [3:39]
歌：石動美緒（竹達彩奈）、結野嵐子（早見沙織）
作詞：こだまさおり、作曲・編曲：corin
3. ハレルヤ♡スタディ [4:07]
歌：石動美緒（竹達彩奈）、結野嵐子（早見沙織）
作詞：こだまさおり、作曲・編曲：渡邊和紀
4. HELP!! -Hell side-（instrumental）
5. HELP!! -Heaven side-（instrumental）
6. ハレルヤ♡スタディ（instrumental）

## 解説
| 曲名                 | 詳細                         |
| -------------------- | ---------------------------- |
| HELP!! -Hell side-   | 電視動畫『MM一族』前期主題曲 |
| HELP!! -Heaven side- | 電視動畫『MM一族』後期主題曲 |

## 外部連結
- HELP!!（页面存档备份，存于）